# Меч Воллеса

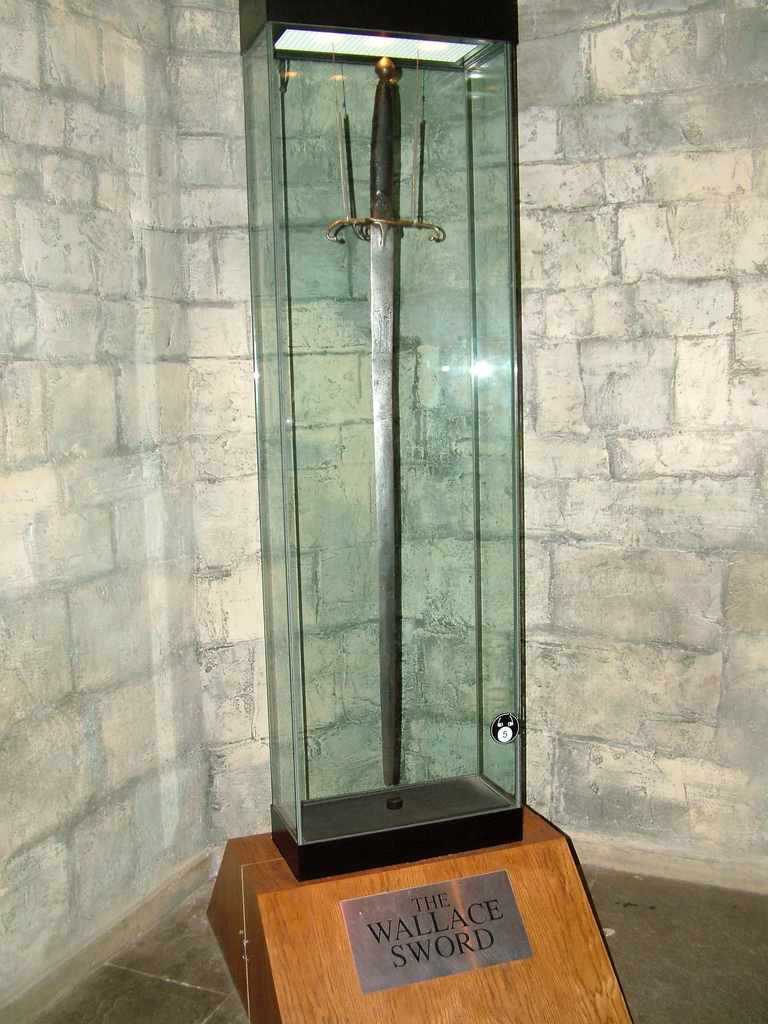
«Меч Воллеса» у вітрині Монумента Воллеса

Меч Воллеса (англ. Wallace Sword) — особиста зброя Вільяма Воллеса (1270—1305), шотландського лицаря XIII століття, борця за незалежність Шотландії. За переказами, використовувався Воллесом у битві на Стерлінзькому мості (1297), битві під Фолкерком (1298) і низці інших боїв. Довжина меча з руків'ям становить 163 сантиметри, в тому числі клинок 132 сантиметри. Максимальна ширина леза — 5,7 сантиметра. Вага — 6 фунтів або 2,7 кілограма.

## Історія
Як припускають дослідники, після страти Вільяма Воллеса в 1305 році меч був переданий комендантові замку Дамбартон Джону де Ментейту, хоча письмових підтверджень цьому немає. Наступна згадка про зброю зустрічається через двісті років, у 1505 році, коли король Шотландії Яків IV дав вказівку виділити 26 шилінгів зброярю на виготовлення для меча Воллеса нового руків'я та навершя з посиленням кріплення цих елементів, а також піхов і пояса. Старі — оригінальні, за переказами, після битви на Стерлізькому мості були зроблені з висушеної шкіри Г'ю Крессінґема, англійського скарбника і митаря, який брав з горян великі податки й таким чином, отримав жорстоку відплату. Жодних нових письмових згадок про меч не буде знайдено ще впродовж трьох століть. Далі відомо, що за вказівкою прем'єр-міністра Артура Веллслі в 1825 році він був відправлений у королівський арсенал лондонського Тауера для лагодження, а в 1875 році, відповідно до листа Військового міністерства, меч наданий якомусь Самуелю Мейріку на експертизу. Доктор Мейрік був фахівцем зі старих мечів, але оцінив його вік, досліджуючи в першу чергу кріплення ефеса, які були замінені новими на початку XVI століття за вказівкою Якова IV. Таким чином, експерт прийшов до висновку, що час виготовлення меча не міг датуватися раніше 1500 року. Однак він, власне, не врахував вік клинка, належність якого до меча Воллеса в сучасників, судячи з усього, сумніву не викликала. На початку 1880-х років біограф Вільяма Воллеса Чарльз Роджерс почав активне листування з керівництвом Військового міністерства і домігся того, що в 1888 році історична реліквія була переміщена до Монумента Воллеса.

## Оцінки автентичності

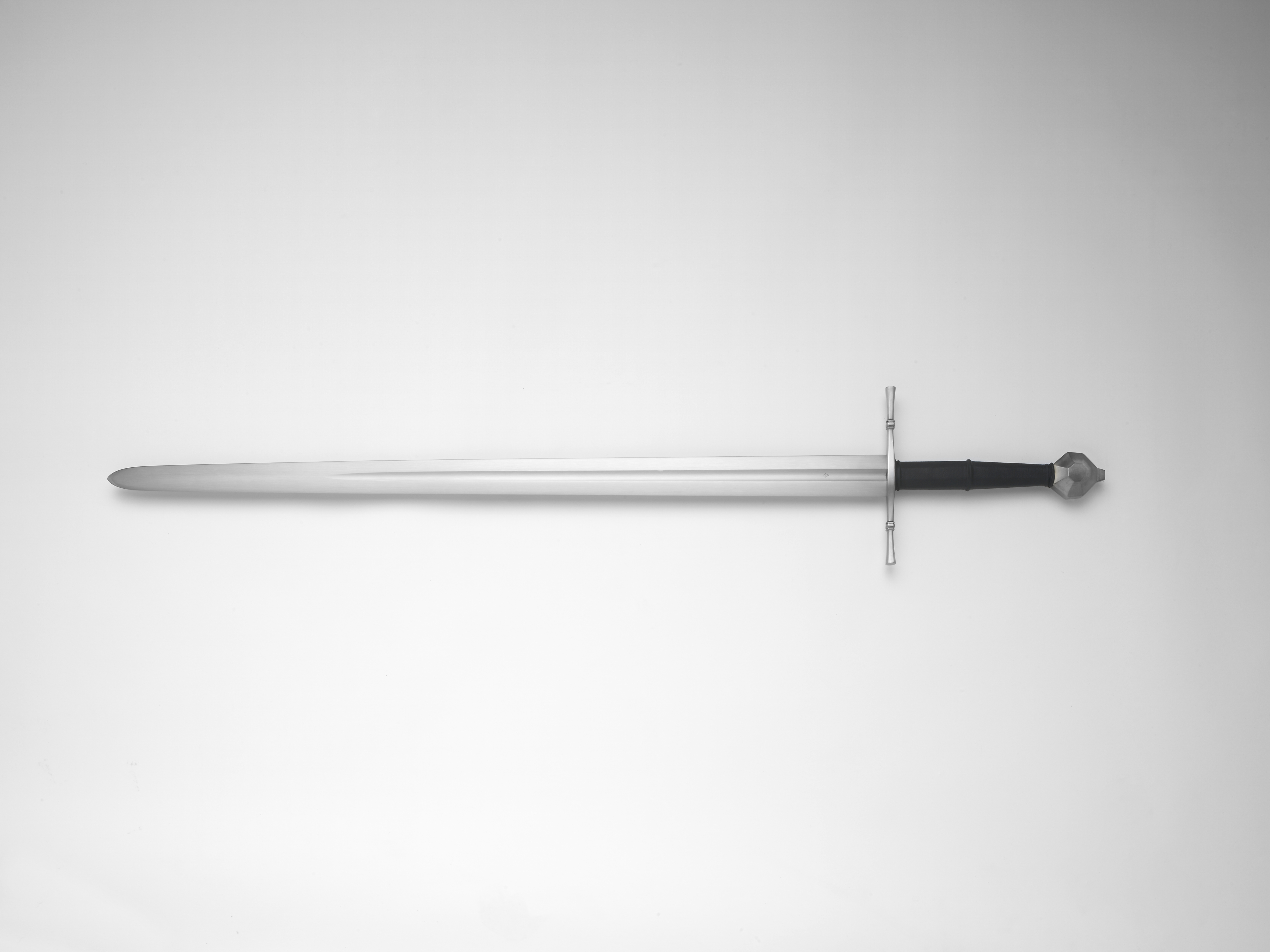
Меч XIII типу за типологією Оукшотта

Про походження меча, виставленого в Монументі Воллеса, впродовж десятиліть ведуться численні дискусії. Перший аргумент противників автентичності: у клинка відсутній жолоб — обов'язковий елемент меча XIII типу за типологією Окшотта (за винятком церемоніальної зброї). Інші стосуються, здебільшого, руків'я: держак ефеса зброї, виставленої в Монументі Воллеса, значно довший, ніж у старих шотландських мечів; гарда має характерні вигини у бік клинка; навершя виконано у формі цибулини, на відміну від традиційних для кінця XIII століття форм бразильського горіха або диска.
Доктор Девід Колдвелл з Національного музею Шотландії вважає, що так званий «меч Воллеса» є зброєю, типовою швидше для XVI століття. Вперше до нього звернули увагу в замку Думбартон, коли його відвідав поет Вільям Вордсворт у 1803 році. Один із солдатів гарнізону обмовився, що це зброя Воллеса. Це було вперше, коли меч був згаданий у зв'язку з ім'ям героїчного шотландця. А проте, з точки зору доктора Колдвелла, неважливо, належав меч Воллесу, чи ні: зараз це, в першу чергу, легенда. У свідомості шотландців цей великий, зовні аскетичний клинок є прекрасним виразом духу національного героя.